# Новоукраинский (Краснодарский край)
Новоукраи́нский — хутор в Крымском районе Краснодарского края.
Административный центр Пригородного сельского поселения.

## География
Хутор находится на берегу реки Шидс, на автотрассе Е115, у юго-восточной границы города Крымск, административного центра района.

## История
Хутор пострадал во время наводнения в 2012 году из-за разлива горной реки Шидс.

## Население
| 1999 | 2002  | 2010  | 2021  |
| ---- | ----- | ----- | ----- |
| 3294 | ↗3526 | ↗3617 | ↗4262 |

## Улицы
| - ул. Безымянная, - пер. Береговой, - ул. Весенняя, - ул. Вишнёвая, - ул. Ворошилова, - ул. Гагарина, - ул. Горная, - пер. Железнодорожный, | - пер. Заречный, - ул. Зелёная, - ул. Кирова, - ул. Кольцевая, - пер. Комарова, - ул. Комарова, - ул. Краснозёленая, - ул. Кубанская, | - ул. Ленина, - ул. Лермонтова, - ул. Молодёжная, - ул. Надежды, - пер. Нефтяников, - ул. Нефтяников, - ул. Новая, - пер. Новый, | - ул. Ольховая, - ул. Пушкина, - ул. Радости, - ул. Речная, - ул. Родниковая, - ул. Садовая, - ул. Советов, - ул. Солнечная, | - ул. Стаценко, - ул. Степная, - пер. Табачный, - ул. Тельмана, - ул. Темченко, - ул. Торговая, - ул. Центральная, - ул. Юбилейная. |

## Экономика
На хуторе расположен Крымский селекционный центр «Гавриш».

## Инфраструктура
На хуторе действуют средняя общеобразовательная школа № 44, почтовое отделение, спорткомплекс, дом культуры, медпункт.